# Chamaemyia sylvatica
Chamaemyia sylvatica är en tvåvingeart som beskrevs av Collin 1966. Chamaemyia sylvatica ingår i släktet Chamaemyia och familjen markflugor. Inga underarter finns listade i Catalogue of Life.